# 7e législature de la Saskatchewan
La 7e législature de la Saskatchewan est élue lors des élections générales de juin 1929. L'Assemblée siège du 4 septembre 1929 au 25 mai 1934. Le parti libéral avec Charles Avery Dunning tente de former un gouvernement minoritaire, mais sera rapidement défait par une motion de censure. Dunning sert alors comme chef de l'opposition officielle durant cette législature. Ce sera alors James Thomas Milton Anderson du parti conservateur qui devient premier ministre d'un gouvernement de coalition avec le support du  parti progressiste (en) et de députés indépendants
James Fraser Bryant (en) sert comme président de l'Assemblée en 1929 et Robert Sterritt Leslie (en) à partir de 1930 et pour le reste de la législature.

## Membres du parlement
Les membres du parlement suivants sont élus à la suite de l'élection de 1929 :
|  | Circonscription électorale | Membre                       | Parti             |
|  | -------------------------- | ---------------------------- | ----------------- |
|  | Arm River                  | Duncan Selby Hutcheon        | Conservateur      |
|  | Bengough                   | Herman Kersler Warren        | Conservateur      |
|  | Biggar                     | William Willoughby Miller    | Conservateur      |
|  | Cannington                 | Samson Wallace Arthur        | Indépendant       |
|  | Canora                     | Anton O. Morken              | Libéral           |
|  | Cumberland                 | Deakin Alexander Hall        | Libéral           |
|  | Cut Knife                  | George John McLean           | Indépendant       |
|  | Cypress                    | John Edward Gryde            | Conservateur      |
|  | Elrose                     | James Cobban                 | Conservateur      |
|  | Estevan                    | Eleazer William Garner       | Libéral           |
|  | Francis                    | Samuel Norval Horner         | Progressiste (en) |
|  | Gravelbourg                | Benjamin Franklin McGregor   | Libéral           |
|  | Hanley                     | Reginald Stipe               | Progressiste (en) |
|  | Happyland                  | Donald McPherson Strath      | Libéral           |
|  | Humboldt                   | Henry Mathies Therres        | Libéral           |
|  | Île-à-la-Crosse            | A. Jules Marion              | Libéral           |
|  | Jack Fish Lake             | Donald M. Finlayson          | Libéral           |
|  | Kerrobert                  | Robert Leith Hanbidge        | Conservateur      |
|  | Kindersley                 | Ebenezer Samuel Whatley      | Progressiste (en) |
|  | Kinistino                  | Charles McIntosh             | Libéral           |
|  | Last Mountain              | Jacob Benson                 | Progressiste (en) |
|  | Lloydminster               | Robert James Gordon          | Libéral           |
|  | Lumsden                    | James Fraser Bryant          | Conservateur      |
|  | Maple Creek                | George Spence                | Libéral           |
|  | Melfort                    | Rupert James Greaves         | Conservateur      |
|  | Milestone                  | Joseph Victor Patterson      | Indépendant       |
|  | Moose Jaw City             | John Alexander Merkley       | Conservateur      |
|  | Moose Jaw City             | Robert Henry Smith           | Conservateur      |
|  | Moose Jaw County           | Sinclair Alexander Whittaker | Conservateur      |
|  | Moosomin                   | Frederick Dennis Munroe      | Conservateur      |
|  | Morse                      | Richard Percy Eades          | Conservateur      |
|  | North Qu'Appelle           | James Garfield Gardiner      | Libéral           |
|  | Notukeu                    | Alexander Lothian Grant      | Libéral           |
|  | Pelly                      | Reginald John Marsden Parker | Libéral           |
|  | Pheasant Hills             | Charles Morton Dunn          | Libéral           |
|  | Pipestone                  | William John Patterson       | Libéral           |
|  | Prince Albert              | Thomas Clayton Davis         | Libéral           |
|  | Redberry                   | George Cockburn              | Libéral           |
|  | Regina City                | Murdoch Alexander MacPherson | Conservateur      |
|  | Regina City                | James Grassick               | Conservateur      |
|  | Rosetown                   | Nathaniel Given              | Conservateur      |
|  | Rosthern                   | John Michael Uhrich          | Libéral           |
|  | Saltcoats                  | Asmundur Loptson             | Libéral           |
|  | Saskatoon City             | James Thomas Milton Anderson | Conservateur      |
|  | Saskatoon City             | Howard McConnell             | Conservateur      |
|  | Saskatoon County           | Charles Agar                 | Libéral           |
|  | Shellbrook                 | Edgar Sidney Clinch          | Libéral           |
|  | Souris                     | William Oliver Fraser        | Conservateur      |
|  | South Qu'Appelle           | Anton Huck                   | Libéral           |
|  | Swift Current              | William Wensley Smith        | Conservateur      |
|  | The Battlefords            | Samuel Wesley Huston         | Indépendant       |
|  | Thunder Creek              | Harold Alexander Lilly       | Conservateur      |
|  | Tisdale                    | Walter Clutterbuck Buckle    | Conservateur      |
|  | Touchwood                  | John Mason Parker            | Libéral           |
|  | Turtleford                 | Charles Arthur Ayre          | Libéral           |
|  | Vonda                      | James Hogan                  | Libéral           |
|  | Wadena                     | John Robeson Taylor          | Indépendant       |
|  | Weyburn                    | Robert Sterritt Leslie       | Progressiste (en) |
|  | Wilkie                     | Alexander John McLeod        | Conservateur      |
|  | Willow Bunch               | Charles William Johnson      | Libéral           |
|  | Wolseley                   | William George Bennett       | Conservateur      |
|  | Wynyard                    | Wilhelm Hans Paulson         | Libéral           |
|  | Yorkton                    | Alan Carl Stewart            | Indépendant       |

Notes:
1. ↑  Election held July 16, 1929
2. ↑  Election held August 12, 1929

## Représentation
| Parti                 | Parti                 | Membres |
|                       | Libéral               | 28      |
|                       | Conservateur          | 24      |
|                       | Progressiste (en)     | 5       |
|                       | Indépendant           | 6       |
| Total                 | Total                 | 63      |
| Coalition majoritaire | Coalition majoritaire | 7       |

Notes: 

## Élections partielles
Des élections partielles peuvent être tenues pour remplacer un membre pour diverses raisons:
| Circonscription | Député élu                   | Parti        | Date de scrutin   | Motif                                                                                                  |
| --------------- | ---------------------------- | ------------ | ----------------- | --- |
| Lumsden         | James Fraser Bryant          | Conservateur | 30 septembre 1929 | JF Bryant se présente à une réélection après sa nomination au cabinet                                  |
| Moose Jaw City  | John Alexander Merkley       | Conservateur | 30 septembre 1929 | JA Merkley se présente à une réélection après sa nomination au cabinet                                 |
| Regina City     | Murdoch Alexander MacPherson | Conservateur | 30 septembre 1929 | MA MacPherson se présente à une réélection après sa nomination au cabinet                              |
| Saskatoon City  | Howard McConnell             | Conservateur | 30 septembre 1929 | H McConnell se présente à une réélection après sa nomination au cabinet                                |
| Saskatoon City  | James Thomas Milton Anderson | Conservateur | 30 septembre 1929 | JTM Anderson se présente à une réélection après la formation de la coalition                           |
| Moosomin        | Frederick Dennis Munroe      | Conservateur | 7 octobre 1929    | FD Munroe se présente à une réélection après sa nomination au cabinet                                  |
| Tisdale         | Walter Clutterbuck Buckle    | Conservateur | 7 octobre 1929    | WC Buckle se présente à une réélection après sa nomination au cabinet                                  |
| Yorkton         | Alan Carl Stewart            | Indépendant  | 7 octobre 1929    | AC Stewart se présente à une réélection après sa nomination au cabinet                                 |
| Estevan         | David McKnight               | Conservateur | 23 décembre 1930  | EW Garner démissionne                                                                                  |
| Estevan         | Norman L. McLeod             | Libéral      | 9 février 1931    | McLeod est déclarée élu par l'Assemblée après l'élection partielle de 1930                             |
| Kinistino       | John Richard Parish Taylor   | Libéral      | 22 mai 1933       | C McIntosh est nommé ministre des Ressources naturelles, se présente à une réélection, mais est défait |

Notes: 
1. ↑  McKnight's election was declared void on February 9, 1931, after an appeal
2. ↑  La cour d'appel déclare annulée l'élection et le siège vacant le 7 novembre 1932